# Juan Cámara
Juan del Carmen Cámara Mesa (Jaén, 13 februari 1994) is een Spaans voetballer die als centrale middenvelder speelt. Hij speelt bij Girona FC.

## Clubcarrière
FC Barcelona haalde Cámara in 2014 weg bij Villarreal CF. Op 3 september 2014 debuteerde hij voor FC Barcelona B in de Segunda División tegen CA Osasuna. Hij mocht aan de rust invallen voor Lucas Gafarot. Barcelona B won de wedstrijd met 3-1 na doelpunten van Joan Román en Jean Marie Dongou (2x). Op 9 december 2015 maakte Cámara zijn debuut in het eerste elftal. Hij verving in de UEFA Champions League-wedstrijd tegen Bayer Leverkusen een kwartier voor tijd Jordi Alba. In 2016 vertrok Cámara naar Girona FC.

### Statistieken
| Seizoen         | Club            | Competitie         | Competitie | Competitie | Beker | Beker | Supercup | Supercup | Europa | Europa | Totaal | Totaal |
| Seizoen         | Club            | Competitie         | Wed.       | Dlp.       | Wed.  | Dlp.  | Wed.     | Dlp.     | Wed.   | Dlp.   | Wed.   | Dlp.   |
| --------------- | --------------- | ------------------ | ---------- | ---------- | ----- | ----- | -------- | -------- | ------ | ------ | ------ | ------ |
| 2011-2012       | Villarreal B    | Segunda División B | 1          | 0          | 0     | 0     | —        | —        | —      | —      | 1      | 0      |
| 2012-2013       | Villarreal B    | Segunda División B | 33         | 5          | 0     | 0     | —        | —        | —      | —      | 33     | 5      |
| 2013-2014       | Villarreal B    | Segunda División B | 36         | 9          | 0     | 0     | —        | —        | —      | —      | 36     | 9      |
| 2014-2015       | FC Barcelona B  | Segunda División A | 30         | 6          | 0     | 0     | —        | —        | —      | —      | 30     | 6      |
| 2015-2016       | FC Barcelona B  | Segunda División B | 29         | 6          | 0     | 0     | —        | —        | —      | —      | 29     | 6      |
| 2015-2016       | FC Barcelona    | Primera División   | 0          | 0          | 1     | 0     | 0        | 0        | 1      | 0      | 2      | 0      |
| Carrière totaal | Carrière totaal | Carrière totaal    | 129        | 26         | 1     | 0     | 0        | 0        | 1      | 0      | 131    | 26     |